# Macromitrium picobonitum
Macromitrium picobonitum är en bladmossart som beskrevs av Bruce H. Allen 1998. Macromitrium picobonitum ingår i släktet Macromitrium och familjen Orthotrichaceae. Inga underarter finns listade i Catalogue of Life.